# مشكلة علاجية المنشأ

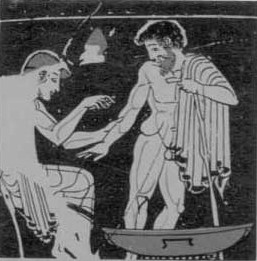

يُشير مصطلح مشكلة علاجية المنشأ (بالإنجليزية: Iatrogenesis)‏ إلى أي تأثير يتعرض له الشخص نتيجةَ نشاط قام به فرد أو أكثر من المتخصصين في الرعاية الصحية أو ممن يروجون لمنتجات أو خدمات على أنها مفيدة للصحة، إلا أنها لا تدعم صحة الشخص المتأثر.
دعا البعض إلى استخدام المصطلح للإشارة إلى جميع «التأثيرات الناتجة عن الفِرَق التي تقدم الرعاية الصحية» سواء كانت «إيجابية أو سلبية». يحصر الإجماع استخدام المصطلح في التعبير عن التأثيرات السلبية بما فيها -بالمعنى الواسع- الآثار السلبية غير المتوقعة والمتوقعة الناتجة عن الأدوية والتداخل العلاجي الطبي. تظهر بعض التأثيرات علاجية المنشأ بوضوح ويسهُل التعرف عليها، كالمضاعفات التي تتلو العمليات الجراحية (كالوذمة اللمفية الناتجة عن جراحة سرطان الثدي)، قد تتطلب التأثيرات الأقل وضوحًا كالتداخلات الدوائية المعقدة تقصيًا كبيرًا لتحديدها.
تشمل المشاكل علاجية المنشأ:
- المضاعفات الناتجة عن إجراء طبي أو علاج ما

- الآثار الجانبية للتداخلات الدوائية المحتملة

- الأخطاء الطبية

- الإهمال

- استخدام الأدوات الملوثة

- القلق أو الانزعاج عند المريض أو الطبيب أو مقدم العلاج حول الإجراءات والعلاجات الطبية

- العلاج الطبي غير اللازم والمُقدم بقرار من الطبيب

بخلاف التأثير السلبي أو الضار، فإن التأثير علاجي المنشأ ليس ضارًا دائمًا. فالندبة الناتجة عن الجراحة هي تأثير علاجي المنشأ لكنها لا تُعبر عن سوء الرعاية الطبية وقد لا تكون مزعجة.
يحدث الأذى علاجي المنشأ على يد الأطباء (بمن فيهم الأطباء المقيمون) وطلاب الطب والصيادلة والممرضين وأطباء الأسنان والاختصاصيين في علم النفس والأطباء النفسيين واختصاصيي الطب المخبري والمعالجين. يمكن أن ينتج أيضًا عن العلاجات المُتممة والطب البديل. على الصعيد العالمي، في عام 2013، حدث ما يُقدّر بنحو 20 مليون حالة من التأثيرات السلبية الناتجة عن العلاج. تشير التقديرات إلى وفاة 142000 شخص في عام 2013 نتيجة التأثيرات السلبية للعلاجات الطبية. بلغ الرقم 94000 حالة وفاة في عام 1990.

## الأمثلة
- المخاطر المرافقة للتداخلات الطبية.

- التأثيرات السلبية للعقاقير الطبية.

- الإفراط في استخدام العقاقير (تسبب مثلًا مقاومة المضادات الحيوية في البكتيريا).

- التداخلات الناتجة عن الأدوية الموصوفة.

- الأخطاء الطبية

- خطأ في الوصفة الطبية، قد ينشأ عن كتابة اليد أو الأخطاء المطبعية.

- الإجراءات أو التقنيات أو المعلومات أو الأساليب أو المعدات المَعيبة.

- الإهمال

- عدوى المستشفيات

## الأسباب والعواقب

### الخطأ الطبي والإهمال
لا تنتج المشاكل علاجية المنشأ بالضرورة عن الأخطاء الطبية كالأخطاء الجراحية، أو الخطأ في وصف أو صرف العلاج كالأدوية. التأثيرات الذاتية والسلبية الناتجة عن العلاج الطبي هي مشاكل علاجية المنشأ. على سبيل المثال، تُعد العلاجات الإشعاعية والكيميائية علاجات تتطلب العدوانية بالضرورة لتأدية تأثيرها العلاجي، وتؤدي إلى المشاكل علاجية المنشأ كتساقط الشعر وفقر الدم الانحلالي والسكري الكاذب والإقياء والغثيان والتلف الدماغي والوذمة اللمفية والعقم وغيرها. فقدان الوظيفة الناتج عن الإزالة اللازمة للعضو المصاب هو تأثير علاجي المنشأ، كما في حالة مرض السكري الناتج عن إزالة كامل البنكرياس أو جزء منه.
قد يكون حدوث المشكلة علاجية المنشأ مضللًا. فمثلًا، تمزق أم الدم الأبهرية قاتل في معظم الحالات، ومعدل النجاة بعد تمزق أم الدم الأبهرية أقل من 25٪. يُعتبر المرضى الذين يموتون أثناء العمل الجراحي أو بعده حالات وفاة علاجية المنشأ، مع أن الإجراء الجراحي يبقى رهانًا أفضلَ من ترك الحالة دون علاج والتعرض للموت بنسبة 100٪.
تشمل الحالات الأخرى الإهمال والإجراءات الخاطئة، حين يقوم المعالج الدوائي بتقديم وصفات دوائية مكتوبة بخط اليد مثلًا.

### التأثيرات السلبية
تحدث المشاكل علاجية المنشأ الناتجة عن التداخل الدوائي بشكل شائع جدًا، عندما يفشل المعالجون الدوائيون في التحقق من جميع الأدوية التي يتناولها المريض يصفون أدوية جديدة تتفاعل بشكل مؤازر أو معاكس (وبالتالي تعزز أو تخفّف التأثير العلاجي المطلوب). مثل هذه الحالات يمكن أن تسبب الإمراضية والوفيات بشكل كبير. تُصنّف التأثيرات السلبية كرد الفعل التحسسي تجاه الأدوية على أنها مشاكل علاجية المنشأ حتى عندما تكون غير متوقعة من قبل المعالجين الدوائيين.
تطور مقاومة الجراثيم للمضادات الحيوية مشكلة علاجية المنشأ. تطورت السلالات الجرثومية المقاومة للمضادات الحيوية نتيجةً لاستخدام المضادات الحيوية بشكل مفرط. بعض الأدوية سامة في حد ذاتها حتى في جرعاتها العلاجية ويرجع ذلك إلى آلية عملها. مثلًا، تسبب الأدوية المضادة الأورام المُؤلكِلة تلفًا في الحمض النووي، يكون أكثر مهاجمةً للخلايا السرطانية مقارنةً بالخلايا الطبيعية. ومع ذلك، تسبب الألكلة تأثيرات جانبية شديدة إضافة إلى أنها عوامل مسرطنة بحد ذاتها ويمكن أن تؤدي إلى تطور الأورام الثانوية. تسبب الأدوية التي أساسها الزرنيخ مثل «ميلارسوبرول» والمستخدمة في علاج داء المثقبيات التسممَ بالزرنيخ.
يمكن أن تظهر التأثيرات السلبية نتيجة أسباب ميكانيكية. قد يرجع تصميم بعض الأدوات الجراحية لعقود من الزمن، وربما تكون بعض التأثيرات السلبية (مثل الرض النسيجي) ناتجة عن عدم القيام بالإجراء بشكل صحيح على الإطلاق.

### الطب النفسي
في الطب النفسي، يمكن أن تحدث المشكلة علاجية المنشأ نتيجة الخطأ التشخيصي (بما في ذلك التشخيص الكاذب، في حالات الصرع الهستيري مثلًا). من المشاكل علاجية المنشأ بشكل جزئي نتيجة الخطأ التشخيصي: الاضطراب ثنائي القطب، خاصة عند المرضى الأطفال. تضم الحالات الأخرى: الاضطرابات جسدية الشكل ومتلازمة التعب المزمن، وتنضوي نظريًا على مكون اجتماعي ثقافي هام ومكون علاجي المنشأ. ويُفترض أن اضطراب الكرب التالي للصدمة معرض للمضاعفات علاجية المنشأ بسبب طريقة العلاج.
تُعد المعالجة النفسية لبعض الحالات والسكان، كمعالجة متعاطي المخدرات واليافعين ذوي الشخصية المعادية للمجتمع، ذات خطورة عالية لحدوث التأثيرات علاجية المنشأ. في الطرف الآخر من الطيف، يعتبر بعض المنظرين أن اضطراب الهوية التفارقي هو اضطراب علاجي المنشأ كليًا. والقسم الأكبر من التشخيصات تقدمه نسبة ضئيلة من الممارسين.
مدى ارتباط أي حالة بالتأثيرات علاجية المنشأ هو أمر غير واضح، وأحيانًا مثير للجدل. الإفراط في تشخيص الحالات النفسية (واستخدام مصطلحات الأمراض العقلية) يرجع في المقام الأول إلى اعتماد الطبيب على معايير ذاتية. قلّما تكون التسمية المرضية عملية سليمة ويمكن أن يرقى أثرها إلى مستوى مشكلة علاجية المنشأ عاطفية، خاصةً حين لا يُنظر في بدائل للتسمية التشخيصية. وجد الكثير من المرضى أن الصعوبات التي يواجهونها ناتجة عن علاقات القوة في العلاج النفسي، وأدى ذلك إلى ظهور حركة مناهضة الطب النفسي.

### الفقر علاجي المنشأ
استخدم ميسين وآخرون مصطلح «الفقر علاجي المنشأ» لوصف الفقر الناتج عن تلقي الرعاية الطبية. يحدث الفقر عند أسر اضطرت لصرف مدخراتها على النفقات الصحية الكبيرة أو مواجهة الصعوبات الصحية. أكثر من 100000 أسرة في جميع أنحاء العالم سقطت في الفقر بسبب نفقات الرعاية الصحية. وذكرت دراسة أنه في الولايات المتحدة في عام 2001 سبّب المرض والديون الطبية نصف حالات الإفلاس الشخصية جميعها. وفي البلدان التي تمر بمرحلة اقتصادية انتقالية، يزداد الاستعداد لدفع تكاليف الرعاية الصحية، ولا تواكب الموارد هذه الاحتياجات بسرعة كبيرة. غالبًا ما تتخلف القدرة التنظيمية والوقائية في تلك البلدان عن اللحاق بالركب. يسقط المرضى بسهولة في حلقة مفرغة من المرض والعلاج غير الفعال واستهلاك المدخرات والوقوع في الدين وبيع الأصول الإنتاجية وصولًا إلى الفقر.

## إنظر أيضاًً
- طب
- تأثير مرتد